# Sistema Nacional do Meio Ambiente
O Sistema Nacional do Meio Ambiente (SISNAMA) é um sistema de órgãos e entidades públicas que compõem a política pública ambiental do Brasil, cujo propósito consiste na coordenação e supervisão em nível nacional dessas instituições, além da edição de normas e da execução de políticas no seu âmbito de competência. Este sistema foi estabelecido pela Lei nº 6.938 de 31 de agosto de 1981, que dispõe sobre seus componetnes - os órgãos e entidades da União, Estados, Distrito Federal e Municípios, bem como as fundações instituídas pelo Poder Público, responsáveis pela proteção e melhoria da qualidade ambiental. O SISNAMA explicitamente incluí como órgãos da administração indireta o IBAMA e o ICMBio. 
A lei 6.938/81 também define a estrutura do SISNAMA, que é composto pelos seguintes órgãos:
- Órgão superior: o Conselho de Governo, com a função de assessorar o Presidente da República na formulação da política nacional e nas diretrizes governamentais para o meio ambiente e os recursos ambientais;

- Órgão consultivo e deliberativo: o Conselho Nacional do Meio Ambiente (CONAMA), com a finalidade de assessorar, estudar e propor ao Conselho de Governo, diretrizes de políticas governamentais para o meio ambiente e os recursos naturais e deliberar, no âmbito de sua competência, sobre normas e padrões compatíveis com o meio ambiente ecologicamente equilibrado e essencial à sadia qualidade de vida;
- Órgão central: o Ministério do Meio Ambiente e Mudança do Clima, com a finalidade de planejar, coordenar, supervisionar e controlar, como órgão federal, a política nacional e as diretrizes governamentais fixadas para o meio ambiente;
- Órgãos executores: o Instituto Brasileiro do Meio Ambiente e dos Recursos Naturais Renováveis (IBAMA) e o Instituto Chico Mendes de Conservação da Biodiversidade (ICMBio), com a finalidade de executar e fazer executar a política e as diretrizes governamentais fixadas para o meio ambiente, de acordo com as respectivas competências;
- Órgãos Seccionais: os órgãos ou entidades estaduais responsáveis pela execução de programas, projetos e pelo controle e fiscalização de atividades capazes de provocar a degradação ambiental;
- Órgãos Locais: os órgãos ou entidades municipais, responsáveis pelo controle e fiscalização dessas atividades, nas suas respectivas jurisdições.[2]

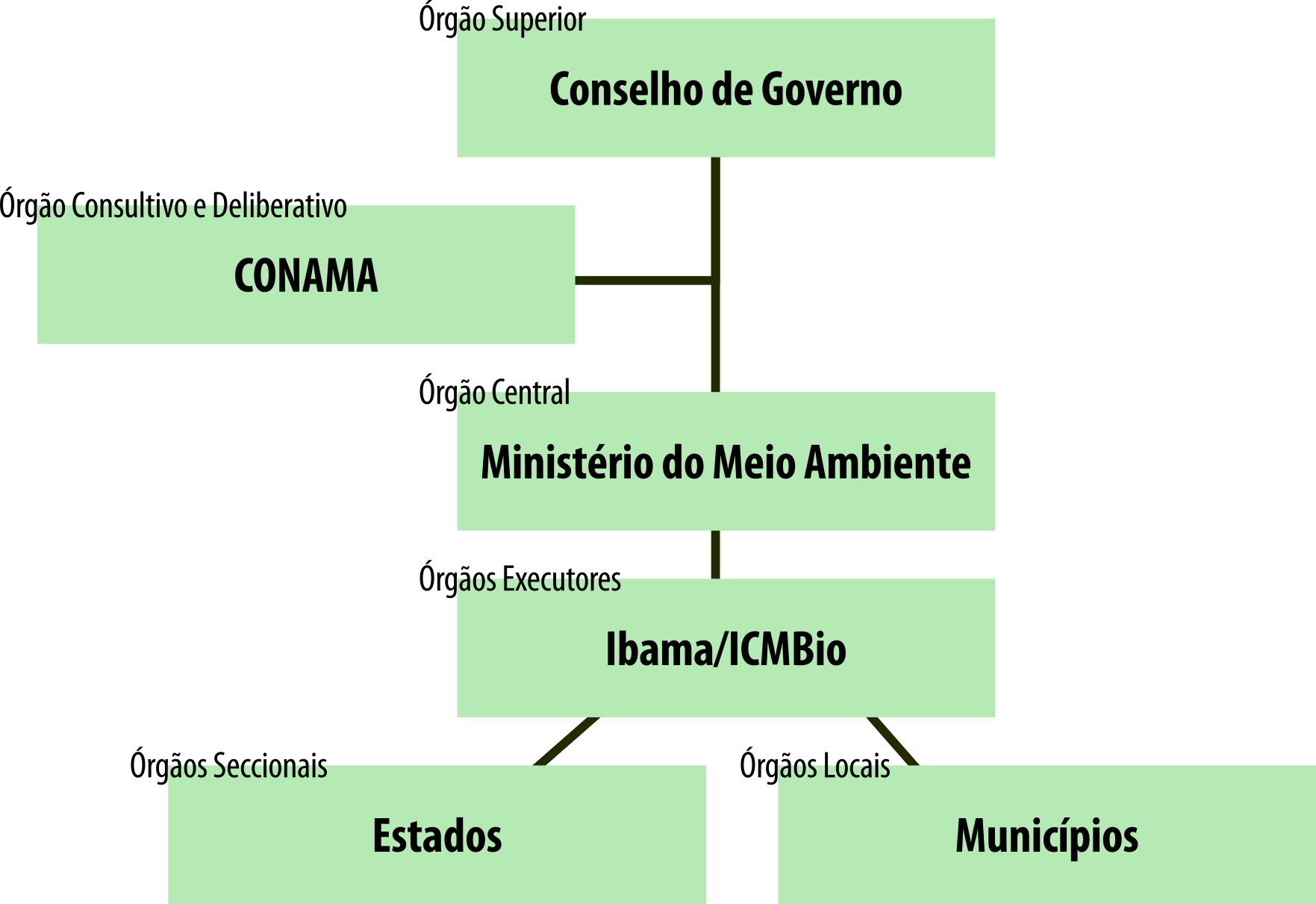
Estrutura do Sistema Nacional de Meio Ambiente (SISNAMA)/Brasil

O colegiado do CONAMA é composto de representantes dos orgãos integrantes, além de participantes da sociedade civil.
A regulamentação das competências entre os entes federativos componentes do SISNAMA também é regulamentada pela Lei Complementar nº 140, de 8 de dezembro de 2011. Esta lei também define as formas de cooperação institucional entre as esferas da administração pública, e ainda cria as comissões tripartites nacional e estaduais. As comissões tripartites representam um espaço de diálogo entre os órgãos e entidades ambientais dos municípios, dos estados, do Distrito Federal e da União, com o objetivo de fortalecer o Sistema Nacional do Meio Ambiente - Sisnama.
O Ministério do Meio Ambiente e Mudança Climática possui uma estrutura de apoio ao CONAMA e ao SISNAMA, o chamado DSISNAMA (Departamento de Apoio ao CONAMA e ao SISNAMA).